# Список керівників держав 879 року
Список керівників держав 879 року — це перелік правителів країн світу 879 року.
Список керівників держав 878 року — 879 рік — Список керівників держав 880 року — Список керівників держав за роками

## Європа
- Абхазьке царство — Адарнасе Шавліані (873—887)
- Англія:
  - Королівство Східна Англія — суб-король під скандинавами Етельред II (876—879)
  - Вессекс — Альфред I Великий (871—899)
  - Гвікке — до 994 немає даних.
  - Конволл — до 880 невідомо
  - Королівство Йорвік — міжкоролювання (877—883)
  - Мерсія — Кеолвульф II (874—879); Етельред II (879—884)
  - Королівство Нортумбрія — Еґберт II (876—878/888)
- Королівство Астурія — Альфонсо III Великий (866—910)
- Перше Болгарське царство — Борис I (852—889)
- Волзька Болгарія — Шилкі (865—882)
- Вельс:
  - Брихейніог — Елісед ап Теудр (840—885)
  - Королівство Гвент — Фернфел ап Меуріг (860—880)
  - Королівство Гвінед — Анарауд ап Родрі (878—916)
  - Дівед — Хіфаїд ап Бледріг (878—893)
  - Морганнуг — Гівел ап Ріс (856—886)
  - Королівство Повіс — Мерфін ап Родрі (878—900)
  - Сейсіллуг — Каделл ап Родрі (871/872-909)
- Венеційська республіка — дож Орсо I Партичипаціо (864—881)
- Візантійська імперія — Василій I Македонянин (867—886)
  - Неаполітанське герцогство — Афанасій (877/878-898)
- конунґ данів — Сіґфред і Гальфдан (871—877/891)
- Ірландія — верховний король Аед Фіндліах (862—879); Фланн Сінна (879—916)
  - Айлех — Аед Фіндліах мак Нейлл (855—879); Мурхад мак Маеле Дуїн (879—887)
  - Айргіалла — Маел Падрайг мак Маел Курарада (874—882)
  - Дублін (королівство) — Барід (877—881)
  - Коннахт — Конхобар МакТайдг Мойр (848—882)
  - Ленстер — Домналл (871—884)
  - Король Міде — Фланн Сінна (877—916)
  - Мунстер — Дункан I мак Дуйб-да-Байренн (872—888)
  - Улад — Айнбіх мак Аедо (873—882)
    - Конайлле Муйрхемне — Кіблехан мак Майл Брігте (878—890)
    - Ві Ехах Кобо — Коналлан мак Маеле Дуїн (853—882)
- Кахетія — Гавріїл (861—881)
- Італія:
- Король Італії — Карломан (877—880)
  - Князівство Капуанське — Ландульф II (863—879); Панденульф (879—882)
  - Князівство Беневентське — Вайфер (878—881)
  - Герцогство Гаета — Доцибіл I (866—906)
  - Салернське князівство — Гвайфер (861—880)
  - Сполетське герцогство — Ламберт I (876—880)
  - Герцогство Фріульське — Беренгар I (874—890)
- князь Ладозький — Рюрик (862—879); Олег Віщий (879—882)
- Коїмбрське графство — Ерменегільдо Гутьєррес (878—920)
- Критський емірат — Шу'яб I (855—880)
- Королівство Наварра — Гарсія II Хіменес (870—882)
- Кордовський емірат — Мухаммед I (852—886)
- Німеччина:
  - Герцогство Баварія — Карломан (865—880)
  - Архієпископ Зальцбургу — Дітмар I (874—907)
  - Герцогство Саксонія — Бруно (866—880)
- Король Норвегії — Гаральд I Прекрасноволосий (872—930)
- Графство Португалія — Лусідіо Вімаранеш (873—922)
- Велика Моравія — князь Святополк (871—894)
- Україна — Київські князі — Аскольд і Дір (860—882)
- Західне Франкське королівство — Людовик II Заїка (877—879); Людовик III (879—882)
- Східне Франкське королівство — Людовик III Молодший (876—882)
  - Графство Арагон — Аснар II Галіндес (867—893)
  - Герцогство Аквітанія — Людовик II Заїка (867—879); Карломан (879—884)
  - Нижня Бургундія — Бозон В'єнський (879—887)
  - Архграф Верхньої Бургундії — Родфруа (870—895)
  - Герцогство Васконія — герцог Санш III Мітарра (864—893)
  - Бретонське королівство — претенденти Ален Великий, граф Ванна та Юдикаель, князь Поеру (876—888).
  - Графство Керсі — Ед (872—898)
  - Графство Мен — Рагенольд (878—885)
  - Графство Тулуза — Ед (877—918/919)
  - Урхельське графство — Вільфред Волохатий (870—897)
  - Фландрія — Балдуїн I Залізна Рука (864—879); Балдуїн II (879—918)
- Хозарський каганат —Манасія II (868/870-890)
- Хорватія — Здеслав (878—879); Бранимир (879—892)
- Швеція — Рінґ Ерікссон (855/882-910)
- Шотландія:
  - Король Шотландії — Йокейд (878—889)
  - Стратклайд — Йокейд (878—889)
- Святий Престол; Папська держава — папа римський Іван VIII (872—882)
- Вселенський патріарх — Фотій I Великий (877/878-886)
  - Тбіліський емірат — Гарбулок (878—882)

## Азія
- Близький Схід:
  - Багдадський халіфат — Ахмад аль-Мутамід (870—892)
    - Алавіди — Хасан ібн-Зейд (864—883)
    - Вірменський емірат — до 884 невідомо
    - Дербентський емірат — Хашим II (869—884)
    - Зіядіди — Ібрагім ібн Мухаммед (859—902)
    - Держава Ширваншахів — Хайсам ібн Халід (861—880)
    - Яфуриди — Мухаммед бін Яфур (872—892)
- Індія:
  - Західні Ганги — Рачамалла II (870—907)
  - Гуджара-Пратіхари — Міхіра Бходжа I (836—885)
  - Камарупа — Балаварман III (860—880)
  - самраат Кашмірської держави (Династія Утпала) — Авантіварман (855—883)
  - Імперія Пала — Нараянпала (873—927)
  - Династія Паллавів — Нріпутунгаварман (869—880)
  - Держава Пандья — Варагунаварман II (862—880)
  - Раджарата — раджа Сена II (866—901)
  - Раштракути — Крішна II (878—914)
  - Династія Тхакурі — Рагавадева (879—?)
  - Саканбарі — нріпа Говіндараджа II (863—890)
  - Східні Чалук'ї — Віджаядітья III (849—892)
  - Чандела — володар Даджхауті Джаяшакті (865—885)
- 1-й магараджа держави Чеді й Дагали — Коккала I (850—890)
  - Чола — Адітья I (871—907)
  - Династія Шахі (Кабулшахи, Індошахи) — Лаллія (850—895)
- Індонезія:
  - Матарам — Лакапала (856—880)
  - Сунда (819—891)
  - Шривіджая — до 960 невідомо
- Середня Азія:
  - Киргизький каганат — імена правителів невідомі. Поступовий розпад до 924 р.
- Китай:
  - Династія Тан — Сі-цзун (873—888)
    - ідикут Кучі — до 940 правителі невідомі
- Тибет:
  - володар Західнотибетського царства — Одсрун (842—893)
- Наньчжао — Мен Луншунь (877—897)
- Корея:
  - Об'єднана Сілла — ісагим (король) Хонган (875—886)
  - Пархе — тійо Кьон (871—895)
- Паган — король Таннет (876—904)
- Персія:
  - Саффариди — Якуб ібн Лейс (861—879); Амр ібн аль-Лейс (879—901)
- Кхмерська імперія — Індраварман I (877—889)
- Японія — Імператор Йодзей (876—884)

## Африка
- Аксумське царство — невідомий цар (857—897)
- Аббасиди — Ахмад аль-Мутамід (870—892)
  - Берегвати — Юнус ібн Іл'яс (842—888)
  - Некор (емірат) — Саїд II ібн Саліх (864—916)
- Ідрісиди — Алі II ібн Умар (874—883)
- Макурія — Георгіос I (854/856-920)
- Мідрариди — Мухаммад I ібн Маймун (877—883)
- Рустаміди — Абу'л Якзан Мухаммед ібн Афлах (874—894)
- Тулуніди — Ахмед (868—884)